# Žiga Pavlin
Žiga Pavlin (* 30. April 1985 in Kranj, SR Slowenien) ist ein slowenischer Eishockeyspieler, der seit 2015 beim HC Slavia Prag in der 1. Liga, der zweithöchsten tschechischen Spielklasse, unter Vertrag steht.

## Karriere
Žiga Pavlin begann seine Eishockeykarriere beim HK Kranjska Gora, für den er in der Saison 2000/01 in der slowenischen Eishockeyliga debütierte. Nach einer Saison beim Ligarivalen HK Bled spielte der Verteidiger dreieinhalb Jahre beim HK Triglav. In der Saison 2005/06 wechselte der Nationalspieler zum HK Slavija Ljubljana, mit dem er 2006 und 2007 Vizemeister wurde. Von 2007 bis 2009 stand er beim Stadtnachbarn HDD Olimpija Ljubljana unter Vertrag, für den er parallel in der slowenischen und österreichischen Eishockeyliga spielte.
Nachdem Pavlin in der Saison 2009/10 für Ritten Sport in der italienischen Serie A1 gespielt und den italienischen Pokal gewonnen hatte, unterschrieb er für die Saison 2010/11 einen Vertrag bei seinem Ex-Klub HDD Olimpija Ljubljana in der Österreichischen Eishockey-Liga. Im Mai 2011 erhielt Pavlin einen Vertrag bei IF Troja-Ljungby in der HockeyAllsvenskan, wo er mit einer kurzen Unterbrechung 2013, als er für den SHL-Klub Rögle BK auflief, bis 2014 spielte. Danach wechselte er in die russische Wysschaja Hockey-Liga zum kasachischen HK Saryarka Karaganda, kehrte aber bereits im Dezember desselben Jahres nach Schweden zurück, wo er die Saison bei AIK Ishockey aus Solna in der Allsvenskan beendete. Seit 2015 steht er beim HC Slavia Prag in der ersten tschechischen Liga, der zweithöchsten Spielklasse des Landes, unter Vertrag.

### International
Für Slowenien nahm Pavlin an den U18-Weltmeisterschaften 2003 in der Division I sowie an den U20-Weltmeisterschaften 2004 und 2005 in der Division I teil. 
Im Seniorenbereich stand er im Aufgebot seines Landes bei den Weltmeisterschaften der Top Division 2011, 2013 und 2015 sowie der Division I 2009, 2010, 2012 und 2014. Außerdem nahm Pavlin an der Olympiaqualifikation für die Winterspiele 2014 und an den Olympischen Winterspielen in Sotschi selbst teil, wo die Slowenen einen überraschenden siebten Platz belegten.

## Erfolge und Auszeichnungen
- 2006 Slowenischer Vizemeister mit dem HK Slavija Ljubljana
- 2007 Slowenischer Vizemeister mit dem HK Slavija Ljubljana
- 2007 Meiste Punkte aller Verteidiger in der Slowenischen Eishockeyliga
- 2010 Italienischer Pokalsieger mit Ritten Sport

### International
- 2010 Aufstieg in die Top-Division bei der Weltmeisterschaft der Division I
- 2012 Aufstieg in die Top-Division bei der Weltmeisterschaft der Division I, Gruppe A
- 2014 Aufstieg in die Top-Division bei der Weltmeisterschaft der Division I, Gruppe A

## ÖEHL-Statistik
(Stand: Ende der Saison 2010/11)